# Döglött akták (első évad)
Ezen az oldalon a Döglött akták amerikai krimi tévésorozat első évadának epizódlistája olvasható, melyet eredetileg 2003. szeptember 28. és 2004. május 23. között vetített az amerikai CBS televízió.
Magyarországon ezt az évadot 2006. június 28. és 2006. július 30. között  vetítette az RTL Klub, mindössze öt hét alatt.
Ez az egyetlen szezon, amelyikben nincs olyan rész, ahol egy előadótól választottak ki minden dalt.
A szezonban a legrégibb újra megnyitott akta éve: 1939 (73 éves)
A szezonban a legfiatalabb újra megnyitott akta éve: 2001 (2 éves)
| #   | epizód eredeti címe            | eredeti bemutató     | epizód magyar címe  | magyarországi bemutató |
| --- | ------------------------------ | -------------------- | ------------------- | ---------------------- |
| 1.  | Look Again                     | 2003. szeptember 28. | Húsz év múlva       | 2006. június 28.       |
| 2.  | Gleen                          | 2003. október 5.     | A bosszú árnyéka    | 2006. június 29.       |
| 3.  | Our Boy Is Back (Useless Cats) | 2003. október 12.    | A fantom            | 2006. július 3.        |
| 4.  | Churchgoing People             | 2003. október 19.    | Fekete bárány       | 2006. július 4.        |
| 5.  | The Runner                     | 2003. október 26.    | Zsarugyilkos        | 2006. július 5.        |
| 6.  | Love Conquers Al               | 2003. november 9.    | Eszelős szerelem    | 2006. július 6.        |
| 7.  | A Time to Hate                 | 2003. november 16.   | Gyűlölet            | 2006. július 7.        |
| 8.  | Fly Away                       | 2003. november 30.   | Zuhanás             | 2006. július 10.       |
| 9.  | Sherry Darlin'                 | 2003. december 7.    | Gyilkos kapzsiság   | 2006. július 11.       |
| 10. | The Hitchhiker                 | 2003. december 21.   | Végzetes kiruccanás | 2006. július 11.       |
| 11. | Hubris                         | 2004. január 11.     | Gyilkosság alibiből | 2006. július 13.       |
| 12. | Glued                          | 2004. január 18.     | Hideg verejték      | 2006. július 14.       |
| 13. | The Letter                     | 2004. január 25.     | Az ötödik nap       | 2006. július 17.       |
| 14. | Boy in the Box                 | 2004. február 15.    | Súlyos titkok       | 2006. július 18.       |
| 15. | Disco Inferno                  | 2004. február 22.    | Disco Inferno       | 2006. július 19.       |
| 16. | Volunteers                     | 2004. március 7.     | Önkéntesek          | 2006. július 20.       |
| 17. | The Lost Soul of Herman Lester | 2004. március 14.    | Fenyegető múlt      | 2006. július 21.       |
| 18. | Resolutions                    | 2004. március 28.    | Lassú méreg         | 2006. július 24.       |
| 19. | Late Returns                   | 2004. április 4.     | Szörnyű titok       | 2006. július 25.       |
| 20. | Greed (Greed Is Good)          | 2004. április 18.    | Szélhámosok gyöngye | 2006. július 26.       |
| 21. | Maternal Instincts             | 2004. április 25.    | Anyai ösztön        | 2006. július 27.       |
| 22. | The Plan                       | 2004. május 2.       | Ördögi terv         | 2006. július 28.       |
| 23. | Lover's Lane                   | 2004. május 23.      | A tévedés áldozata  | 2006. július 30.       |

|  | Alább a cselekmény részletei következnek! |

## 1. Húsz év múlva
- Eredeti bemutató: 2003. szeptember 28.
- Újra megnyitott akta dátuma: 1976.
- Utolsó jelentben hallható dal: Creedence Clearwater Revival – Have You Ever Seen The Rain?
- Írta: Meredith Stiehm
- Rendezte: Mark Pellington

1976-ban két lány egy házibuliba indul. A buli után másnap az egyiket holtan találják a ház teniszpályáján. Lilly Rush philadelphiai gyilkossági nyomozó akit felkeres Bonita Jakarta, annak a gazdag családnak az egyik alkalmazottja, akiknek a birtokán a gyilkosság történt. A nőnek rákja van, ezért már nem fél bevallani, hogy látta aznap este a gyilkosságot melyben a fiatal lányt, Jill Shelbyt megölték. Rush újra megnyitja az ügyet, melyben annak idején a gazdag család két fiát gyanúsították a gyilkossággal, de a család befolyásos kapcsolatai és a bizonyítékok hiánya miatt a nyomozás nem vezetett eredményre. Lilly több érintettet is felkeres, köztük az áldozat édesanyját, Jill legjobb barátnőjét, Melaniet, és a lány akkori barátját, Todd Whitleyt, valamint a fiú testvérét Ericet. Eric azóta alkohol problémákkal küszködik, míg testvére, Todd sikeres ügyvéd. Végül Eric bevallja, hogy testvére, Todd követte el a gyilkosságot egy teniszütővel, ő pedig segített neki eltüntetni a bizonyítékokat.

## 2. A bosszú árnyéka
- Eredeti bemutató: 2003. október 5.
- Újra megnyitott akta dátuma: 1983.
- Utolsó jelentben hallható dal: Bryan Adams – Straight From the Heart
- Írta: Jan Oxenberg
- Rendezte: Paris Barclay

1983. május 19-én egy tűzoltó, Rob Deemer feleségét meggyilkolják egy bombával. Rusht felkeresi Lorraine Loomis, Rob Deemer menyasszonya, aki aggódik jövendőbeli férje lánya, Gwen miatt, aki azóta sem volt képes megbékélni anyja halálával. Rob nem szeret beszélni róla, Gwen viszont megszállottja lett. A lány szerint anyját Albert Miller ölte meg, egy perverz mutogató, aki ellen az anyja bíróság előtt vallott volna. Rush megnyitja az aktát és újra átvizsgálja a húsz évvel ezelőtti gyilkosság helyszínét. Hamar kiderül, hogy a gyilkosságot csak olyan valaki követhette el aki közel állt a nőhöz, mivel a bombát egy mosóporos dobozban helyezték el. Végül kiderül, hogy a gyilkosságot a férj, Rob követte el.

## 3. A fantom
- Eredeti bemutató: 2003. október 12.
- Újra megnyitott akta dátuma: 1998
- Utolsó jelenetben hallható dal: The Wallflowers – Heroes
- Írta: Stacy Kravetz
- Rendezte: Bryan Spicer

1998. augusztus 21-én egy lány éppen hazaérkezik. Pár szót vált a szomszédjával, Larryvel, majd bemegy a lakásába. Az este további részét a barátjával tölti. A szomszéd kiabálást hall a lány lakásából ezért felhívja a rendőrséget. A lányt holtan találják. Az ügyön korábban Vera nyomozó dolgozott, de megoldatlan maradt. A gyilkosságot, melynek Gail Chamayo esett áldozatául, egy akkoriban tevékenykedő erőszakoló követte el, aki most, öt év után ismét visszatért. 1998-ban az első számú gyanúsított a lány barátja volt, aki nem volt hajlandó DNS mintát adni. Rush és Vera felkeresik a régi és az új áldozatokat, akik mind arról számolnak be, hogy az erőszakolónak sima, szőrtelen bőre volt és hogy könyvekről beszélt, valamint hogy sajnálja amiért nem más körülmények között találkoztak. A nyomozás során eljutnak egy Carl nevű volt katonához, akinek a személyleírása nagyon hasonlít az egyik áldozat által megadottakéhoz. Végül leleplezik Carlt.

## 4. Fekete bárány
- Eredeti bemutató: 2003. október 19.
- Újra megnyitott akta dátuma: 1990.
- Utolsó jelentben hallható dal: Madonna – Live To Tell
- Írta: Meredith Stiehm
- Rendezte: Mark Pellington

Egy Alzheimer-kórban szenvedő hölgy elkóborol, és a járőrök beviszik a kapitányságra. A magán kívül lévő asszony egy gyilkosságról beszél. Rush nyomozó kideríti, hogy a hölgy férjét a prostituáltak negyedében találták holtan, teste össze-vissza volt szurkálva. Istenfélő, templomba járó családról lévén szó, nehéz volt elképzelni, hogy a családapa örömlányokkal szórakozott. Bármennyire tiltakozik is az áldozat fia, Rush nyomozni kezd.

## 5. Zsarugyilkos
- Eredeti bemutató: 2003. október 26.
- Újra megnyitott akta dátuma: 1973.
- Utolsó jelentben hallható dal: Bill Withers – Lean On Me
- Írta: Veena Cabreros Sud
- Rendezte: David Straiton

Egy fiatal nő egy magnót tesz Rush nyomozó asztalára. A benne lévő szalagon egy férfi kiabál, majd lövések hangja hallatszik. A háttérben egy pályaudvari hangosbeszélőt vélnek felfedezni. A helyszínt azonosítva egy hajdani zsarugyilkosság szálait próbálják kibogozni.

## 6. Eszelős szerelem
- Eredeti bemutató: 2003. november 9.
- Újra megnyitott akta dátuma: 1981.
- Utolsó jelentben hallható dal: Billy Joel – She's Got A Way About Her
- Írta: Kim Newton
- Rendezte: Greg Yaitanes

Évekkel korábban megöltek egy lányt. A feltételezett gyilkos, a lány lobbanékony természetű barátja, életfogytiglani börtönbüntetést kapott. Rush kideríti, hogy a lánynak viszonya volt az egyik sportolóval, akiből azóta sebész lett. Felkeresi az orvos egykori barátnőjét is, de a két ember ellentmondásosan számol be az ügyről.

## 7. Gyűlölet
- Eredeti bemutató: 2003. november 16.
- Újra megnyitott akta dátuma: 1964.
- Utolsó jelentben hallható dal: The Byrds – Turn! Turn! Turn! (To Everything There Is a Season)
- Írta: Jan Oxenberg
- Rendezte: Deran Sarafian

1964-ben egy tizenéves fiút agyonvertek egy sikátorban, egy melegbár közelében. A gyilkos kilétére sosem derült fény. Az édesanyja a halála előtt szeretne választ kapni néhány kérdésre, ezért keresi fel Rush nyomozót. Kiderül, hogy a fiú annak ellenére, hogy barátnője volt, a férfiakhoz vonzódott. A hatvanas években pedig ezt nem nézték jó szemmel.

## 8. Zuhanás
- Eredeti bemutató: 2003. november 30.
- Újra megnyitott akta dátuma: 2001.
- Utolsó jelentben hallható dal: DJ Sammy feat. Yanou – Heaven (Candlelight Mix)
- Írta: Veena Cabreros Sud
- Rendezte: James Whitmore

Rosie és kislánya kizuhannak az emeleti ablakukból. A kislány meghal, Rosie két év múlva ébred fel a kómából. Rosie egyedül nevelte kislányát, de egyszer ittas vezetésen kapták, ezért szociális munkást rendeltek ki mellé, aki ellenőrizte, hogy a kislányt rendesen ellátja-e, ellenkező esetben állami gondozásba helyezik. Kiderül, hogy Rosie-t gyerekkorában szexuálisan zaklatta az apja. A szociális munkás pedofil hajlamait látva, Rosie megfenyegeti, hogy feljelenti, ám az kilátásba helyezi, hogy elveteti tőle a lányát. Egy este Rosie kopogásra ébred.

## 9. Gyilkos kapzsiság
- Eredeti bemutató: 2003. december 7.
- Újra megnyitott akta dátuma: 1989.
- Utolsó jelentben hallható dal: Don Henley feat. Bruce Hornsby – The End of the Innocence
- Írta: Sean Whitesell
- Rendezte: Rachel Talalay

Rush nyomozónak egy férfi telefonon bejelenti, hogy évekkel korábban meggyilkolta a nagymamáját. James szülei meghaltak egy autóbalesetben, őt a nagymamája nevelte fel. Megismerkedett egy lánnyal, aki nevelőszülőknél nőtt fel, és nagyon vágyott saját lakásra.

## 10. Végzetes kiruccanás
- Eredeti bemutató: 2003. december 21.
- Újra megnyitott akta dátuma: 1997
- Utolsó jelenetben hallható dal: Blessid Union Of Souls – I Believe
- Írta: Sean Whitesell
- Rendezte: Marita Grabiak

Évekkel korábban megöltek egy fiatal stoppos fiút, miután tetemes összeget nyert egy kaszinóban. Az eset persze megoldatlanul a dobozba került. Most, amikor újabb hasonló gyilkosságok történnek, az ügy ismét terítékre kerül. Egy kamionsofőrre terelődik a gyanú, akire sikerül rábizonyítani néhány gyilkosságot.

## 11. Gyilkosság alibiből
- Eredeti bemutató: 2004. január 11.
- Újra megnyitott akta dátuma: 1995.
- Utolsó jelentben hallható dal: Oasis – Don't Look Back in Anger
- Írta: Kim Newton, Stacy Kravetz
- Rendezte: Agnieszka Holland

Kilenc évvel korábban megöltek egy egyetemista lányt. Akkoriban a művészettörténet tanárt gyanúsították, de bizonyíték hiányában felmentették. Az egykori tanár jelentkezik Rush nyomozónál egy újságcikkel, miszerint egy prostituáltat hasonló körülmények között fojtottak meg. Szeretné, ha végleg tisztázódna a vád alól, és visszakaphatná egyetemi állását. A tanár a lány egykori diáktársát, egy szkizofrén festőt ajánl a nyomozók figyelmébe.

## 12. Hideg verejték
- Eredeti bemutató: 2004. január 18.
- Újra megnyitott akta dátuma: 1980.
- Utolsó jelentben hallható dal: Genesis – Follow You, Follow Me
- Írta: Tyler Bensinger, Peter Markel
- Rendezte:

Egy kisfiú iskolai füzetért indult egy hideg téli estén, de sohasem tért haza. Valaki útközben megtámadta, a gyerek elájult, és megfagyott, mire rátaláltak. Egy fekete fiút gyanúsítottak, de nem tudták bíróság elé állítani, mert eltűnt. 14 év múlva újra előveszik az ügyet. Az egykori fekete fiú hajléktalanként bujkál azóta is.

## 13. Az ötödik nap
- Utolsó jelentben hallható dal: Billie Holliday – Blue Moon
- Írta: Veena Cabreros Sud
- Rendezte: Tim Hunter

1939-ben egy fekete nőt meggyilkolnak. A jelentés szerint prostituált volt, a gyilkosa sosem került elő. Rush nyomozó Sadie unokájának kérésére újra megnyitja az ügyet, és kideríti, hogy a harmincas években az Ötödik Nap nevű rasszista csoport zaklatta a feketéket. Ennek tagja volt Jonesy, a tejesember, aki szerelmes volt Sadie-be, de nem merte felvállalni, és jelen volt a nő meggyilkolásakor.

## 14. Súlyos titkok
- Eredeti bemutató: 2004. február 15.
- Újra megnyitott akta dátuma: 1958.
- Utolsó jelentben hallható dal: Rick Nelson – Sweeter Than You
- Írta: Meredith Stiehm
- Rendezte: Karen Gaviola

Az áldozatot sohasem azonosították, így a gyilkosa sem került elő. Rush kideríti, hogy a gyerek egy árvaházban lakott, de az árvaházat vezető apácától semmit sem tud meg. Végül kiderül, hogy a gyerek az egyik apáca kisfia volt, egy nehezen kezelhető gyerek, akit anyja puszta jószándékból bevitt az ideggyógyászatra sokkterápiára. A gyerek szervezete nem bírta, a kezelés után pár órával meghalt.

## 15. Disco Inferno
- Eredeti bemutató: 2004. február 22.
- Újra megnyitott akta dátuma: 1978.
- Utolsó jelentben hallható dal: Donna Summer – Last Dance
- Írta: Tyler Bensinger
- Rendezte: James Whitmore

1978-ban felgyújtják a város legfelkapottabb diszkóját, éppen egy táncverseny idején. Nagyon sokan a lángok közt lelik halálukat. Egy építkezés során az egykori diszkó alagsorában egy szénné égett holttest maradványaira bukkannak. Rush nyomozó előveszi az ügyet, ugyanis a koponyán lőtt seb nyoma látható.

## 16. Önkéntesek
- Eredeti bemutató: 2004. március 7.
- Újra megnyitott akta dátuma: 1969.
- Utolsó jelentben hallható dal: The Youngbloods – Get Together
- Írta: Jan Oxenberg
- Rendezte: Allison Anders

1969-ben, az abortusztilalom idején nagyon sok lány meghalt a nem kívánt terhesség különféle primitív módszerekkel való megszakítása során. Volt egy orvos, aki segített a bajba jutott lányokon. Önkéntesek vitték hozzá a pácienseket. A szervezet fedőneve Jane volt. Két önkéntes holttestét harminc évvel később egy építkezés során találták meg. Rush elhatározza, hogy kinyomozza, ki lehet a gyilkosuk.

## 17. Fenyegető múlt
- Eredeti bemutató: 2004. március 14.
- Újra megnyitott akta dátuma: 1987.
- Utolsó jelentben hallható dal: Bruce Springsteen – Walk Like a Man
- Írta: Sean Whitesell
- Rendezte: Tim Matheson

Egy színes bőrű sztárkosarast holtan találnak egy köztéri kosárpályán egy fontos meccs után. Csapatbéli riválisa a gyanúsított, de bizonyíték híján a megoldatlan ügyek közé kerül az akta. Évekkel később a fiát, aki örökölte apja tehetségét, megfenyegetik, hogy ne játsszon egy döntő mérkőzésen. Rush nyomozó felgöngyölíti a múltbéli eseményeket, és megtalálja az egykori gyilkost.

## 18. Lassú méreg
- Eredeti bemutató: 2004. március 28.
- Újra megnyitott akta dátuma: 2000
- Utolsó jelentben hallható dal: Jewel – Hands
- Írta: Kim Newton
- Rendezte: Alex Zakrzewski

2000 szilveszterén két fiatal pár együtt mulat egy szórakozóhelyen. Greg rosszul lesz, és egyedül indul haza. Útközben elgázolják. Évekkel később jelentkezik egy nő, aki azt hiszi, 2000 szilveszterének éjszakáján részegen elgázolt valakit, mert amikor kijózanodott, véres volt a kocsija. Rush felkeresi az özvegyet, aki immár az egykori baráti házaspár férfi tagjának felesége.

## 19. Szörnyű titok
- Eredeti bemutató: 2004. április 4.
- Újra megnyitott akta dátuma: 1992.
- Utolsó jelentben hallható dal: Duran Duran – Ordinary World
- Írta: Jay Beattie, Dan Dworkin
- Rendezte: David Straiton

Clinton kampánya idején Vanessa beleszeret egy fiatal demokrata politikusba. A választási parti után a lány holtan kerül elő a folyóból. A gyanú a barátjára terelődött, de nem volt elég bizonyíték ellene. Rush kideríti, hogy az immár Washingtonban élő politikusnak fiatalkorában viszonya volt a saját nővérével, és ezért valaki zsarolta őket…

## 20. Szélhámosok gyöngye
- Eredeti bemutató: 2004. április 18.
- Újra megnyitott akta dátuma: 1985.
- Utolsó jelentben hallható dal: Cyndi Lauper – All Through The Night
- Írta: Stacy Kravetz
- Rendezte: Karen Gaviola

A pénzügyi zseninek tartott Danville nem létező cégek részvényeibe fekteti kispénzű emberek utolsó megtakarított fillérjeit. Egyik este holtan találják. A rendőrség rablógyilkosságnak gondolta, de az elkövető sose került elő. Évekkel később egyik társa egy vádalku kapcsán információkat szolgáltat Danville haláláról. Rush nyomozó elindul a nyomon…

## 21. Anyai ösztön
- Eredeti bemutató: 2004. április 25.
- Újra megnyitott akta dátuma: 1989.
- Utolsó jelentben hallható dal: The Bangles – Eternal Flame
- Írta: Laurie Arent
- Rendezte: Kevin Hooks

Egy fiatalkorú bűnözőre hívják fel Rush nyomozó figyelmét, akinek gyerekkorában megölték az anyját, és aki egy egész éjszakát virrasztott át a holttest mellett. Rush kideríti, hogy Rebecca sosem szült gyereket, így a fiú nem lehetett az ő fia…

## 22. Ördögi terv
- Eredeti bemutató: 2004. május 2.
- Újra megnyitott akta dátuma: 1999.
- Utolsó jelentben hallható dal: Aimee Man – Wise Up
- Írta: Veena Cabreros Sud
- Rendezte: Agnieszka Holland

Egy tervet tartalmazó papírlapot küldenek postán a rendőrségnek. A terv egy régi ügyre utal, amikor a katonai akadémián megöltek Nash-t, az úszómestert. Rush kideríti, hogy Nash megalázta, leitatta a fiúkat, majd szexuálisan zaklatta őket. Nash meggyilkolásával három katonát gyanúsítanak…

## 23. A tévedés áldozata
- Eredeti bemutató: 2004. május 23.
- Újra megnyitott akta dátuma: 1986.
- Utolsó jelentben hallható dal: Stevie Nicks – Leather and Lace
- Írta: Meredith Stiehm
- Rendezte: Nelson McCormick

A Szerelmesek ligetében brutálisan megerőszakolnak, majd megölnek egy 15 éves lányt. Barátja csupán könnyebb sérülést szenved, de eszméletét veszíti. Egy férfit letartóztatnak, de évek múltán a DNS-vizsgálat kimutatja, hogy nem ő a tettes. Rush elhatározza, hogy előkeríti a valódi bűnözőt…